# Heteronemia collega
Heteronemia collega är en insektsart som först beskrevs av Brunner von Wattenwyl 1907.  Heteronemia collega ingår i släktet Heteronemia och familjen Heteronemiidae. Inga underarter finns listade i Catalogue of Life.